# 百夫长卡

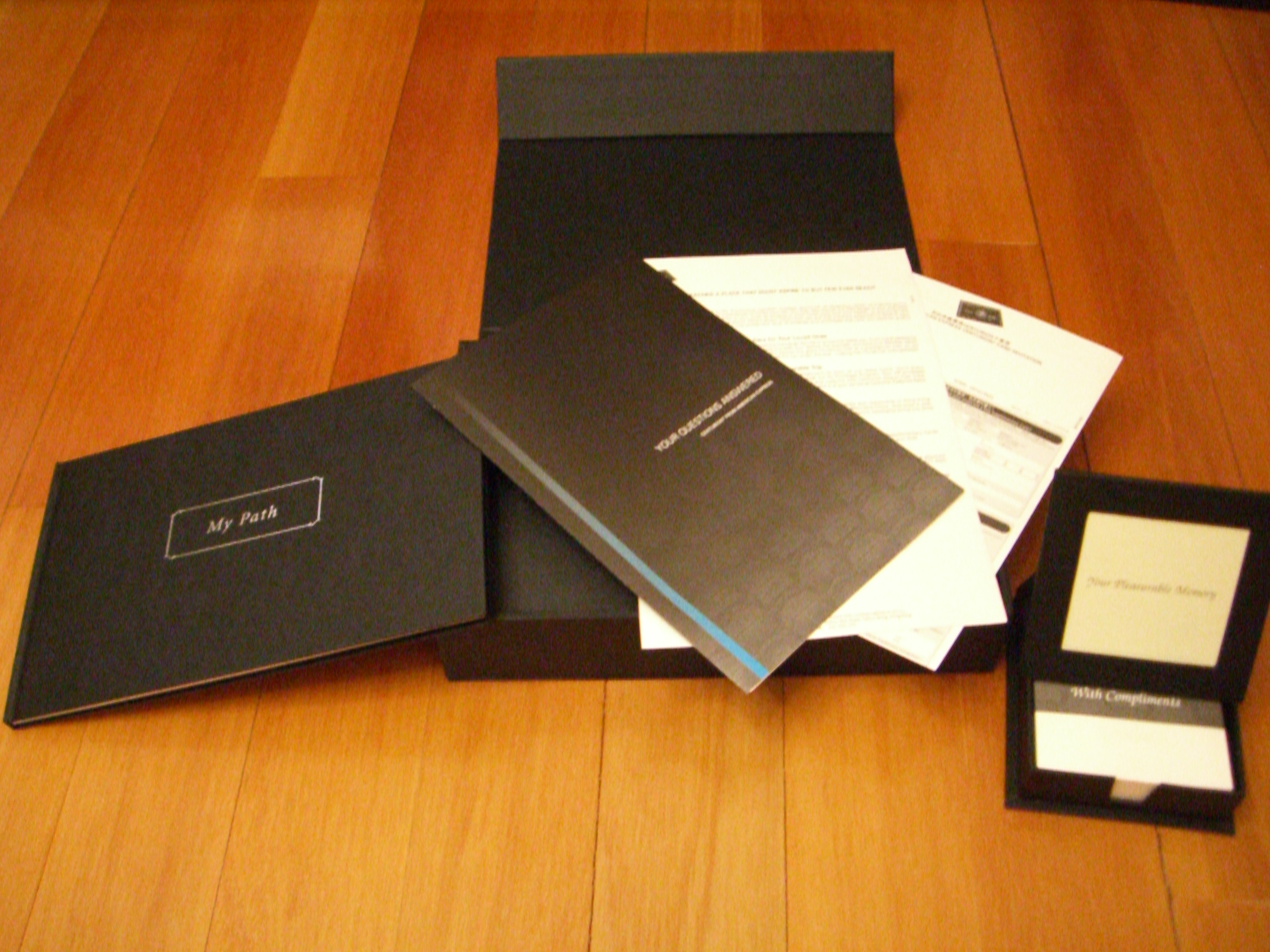
由美國運通主動發給會員的香港百夫長卡邀请函

美國運通百夫長卡（英語：American Express Centurion Card），俗稱黑卡，是一張由美國運通发行的邀請式签账卡（英語：Invitation-Only Charge Card），申辦者僅限由美國運通主動發出邀請函的會員。
百夫長卡针对的是有选择的客户市场，目前已在美国、加拿大、墨西哥、欧洲、中国大陆、日本、台灣、香港、澳大利亚和中東等地区发行。取决于发卡银行/機構所处的國家不同，百夫长卡提供的服务和福利也会略有差别。

## 歷史
1999年，美國運通公司發行了“百夫長卡”，以迎合更富裕的客户群。最初，“百夫長卡”僅僅只開放给運通公司的白金卡用户。
百夫長卡持有人可享有各種獨家優惠。
申請百夫長卡必须符合運通公司嚴格的资质审核标准，並支付年费。
卡本身是由电镀钛制成。

## 申请标准及费用
| 国家                           | 年费费用 |
| ------------------------------ | --- |
| 美国                           | 5,000美元年费 申请费10,000美元 仅可通过美国运通邀请办理 |
| 英国                           | 1,800英镑 申请费2,500英镑 |
| 加拿大                         | 2,500加拿大元 申请费5,000加拿大元 |
| 義大利                         | 3,500欧元申请费7,000欧元 |
| 法國 西班牙 · 荷蘭 丹麦 · 瑞典 | 2,000欧元 |
| 德国 奥地利                    | 2,000欧元 申请费2,000欧元 |
| 瑞士                           | 4,200瑞士法郎 |
|                                | 5,000澳大利亚元 |
| 日本                           | 168,000日元 |
| 中华人民共和国                 | 工银运通百夫长黑金卡（塑料材质）： 36,888人民币（原为18,000人民币） 民生美国运通百夫长黑金卡（钛合金材质）： 36,000人民币 招商银行运通百夫长黑金卡： 旧版（塑料材质）18,000人民币 新版（钛合金材质）38,800人民币 |
| 香港                           | 38,800港元 申请费46,800港元 |
| 中華民國                       | 160,000新台币 申請費200,000新台幣 |
| 新加坡                         | 5,000新加坡元 |
| 墨西哥                         | 大约56,000墨西哥比索 |
| 巴西                           | 4,250雷亞爾 |
| 阿根廷                         | 大约20,000阿根廷比索 |
| 沙烏地阿拉伯                   | 11,250沙特阿拉伯里亚尔 |
| 以色列                         | 2,000美元 |
| 俄羅斯                         | 90,000卢布 |
| 黎巴嫩                         | 3,000美元 |

百夫长卡是必须通过邀请后才能申请使用的银行卡，美国运通公司通过评估客户的资产净值、信贷情况和消费状况后发出邀请函，不过美国运通公司并未公布百夫长卡的邀请标准。但是美国运通公司形容百夫长卡的持卡人是一群“拥有超高个人净资产并不断追求最好和最独特享受”的个人，他们拥有自己的公司，经常出差，完全符合成功人士的定义。同时百夫长卡持卡人拥有格外挑剔的品味，是一群真正该深入人迹罕至地区的全球玩家。他们永不妥协并期待享有比周遭人士更好的服务待遇：量身定制的个性服务、无上限的财政支付能力、独家的旅游优惠和畅通全球的影响力。百夫长卡不仅仅是一张银行卡，更代表了一个高收入和享受奢侈消费的上流社会。百夫长卡足以支付任何个人所能享用的物品，而且只接受邀请注册并需支付高昂的年费。

## 服务特点
持有百夫长卡等于拥有一个免费的个人旅行顾问，可以为持卡人预定旅程全程机票，连同持卡人的伴侣也可以免费享受该服务。
百夫长卡持卡人享有艾斯卡达（Escada）、古馳（Gucci）、内曼·马库斯（Neiman Marcus）等零售店的所提供的私人购物体验，自由进出各航空公司会员俱乐部的权利，免费升等成頭等舱的服务，同时成为索尼Cierge私人购物项目及其他十几个精英俱乐部的会员。
如果持卡人在当年有至少一次在文華東方酒店集團旗下酒店预订并支付的记录，则可享受文華東方酒店集團旗下酒店（纽约市除外）免费住宿一晚的待遇，同时持卡人也可以在“麗思卡爾頓酒店管理集團”（Ritz-Carlton）、“世界领先酒店组织”（Leading Hotels of the World）和“安曼酒店集团”（Amanresorts）享受特权服务。
各國持卡人所有的服務有些許不同，以美國為例，持卡人同时享有维珍航空公司金卡待遇、全美航空白金卡优先待遇、達美航空白金卡待遇和美國航空上将俱乐部待遇。并且还可以获得赫兹租车公司（Hertz Rent-A-Car）“第一金牌俱乐部”和安飞士租车公司（Avis Rent-A-Car）“总统俱乐部”的会员资格。
而對於台灣的持卡人來說，持有百夫長卡可以享受全球20個國際大都市機場快速通關服務，節省旅行時間。百夫長卡持卡人還可免費擁有台灣及全球多間私人會所的會籍和全球各大頂級高爾夫球場的禮遇；同時還可以在全球任一五星級飯店的預約保留席；同時亦可與美國持卡人一般在指定的商店消費享受私人購買顧問服務以及要求延長開店時間的待遇。
钛金属制作的“百夫长卡”首次于2006年上半年出现，用于取代原先的塑膠制卡片。并开始向全球市场推广。

### 相关出版物
最初，百夫长卡持卡人和运通白金卡持卡人收到的杂志均是《出发》（Departures Magazine），但是从2004年开始，百夫长持卡人开始收到一份没有命名的期刊，这是专属于百夫长卡的会员期刊。从2007年春季版开始，该杂志被命名为《黑色墨水》（Black Ink.）。该期刊只提供给个人用户。
而在欧洲、亚洲和澳大利亚的持卡人则是收到来自德国慕尼黑国际期刊集团有限公司出版的《百夫长》期刊。

### 已取消项目
以下几个项目是百夫长卡最近几年被取消的较受欢迎的旅行及酒店待遇。
1. 美國大陸航空持卡人礼遇在2011年10月停止；
2. 喜达屋优先顾客计划白金精英礼遇降低为金卡待遇；
3. 凱悅酒店钻石精英礼遇计划中止。

## 竞争对手
目前，越来越多发卡机构开始涉足豪华信用卡市场。
万事达卡為挑戰黑卡，提供了一种名叫“世界之極卡”（World Elite Card）的万事达卡，而英國國立西敏寺银行（National Westminster Bank）则在2002年推出了一种名为“黑卡”（Black Card）的信用卡。
而在美国，巴克莱银行则推出了“维萨黑卡”的维萨卡，而美國銀行则提供了一系列黑色样式的积分返利信用卡。
在加拿大，VISA推出了VISA INFINITE® PRIVILEGE無限殊榮卡，較Visa無限卡更高一個等級。
在香港，Citi Group推出了 ULTIMA Visa無限卡.
在中国大陆，银联推出了银联钻石信用卡，但因为其享有的权益大多处在中国大陆地区，故在全球范围内的竞争力较弱。